# Менцина-Велька
Менци́на-Ве́лька (пол. Męcina Wielka, русин. Мацина Велика) — село в Польше, территориально находится на территории гмины Сенкова Горлицкого повята Малопольского воеводства.

## География
Село находится в 7 км от Сенковы, в 8 км от Горлице и в 107 км от Кракова.

## История
В 1853 году представитель шляхетского рода Аугуст Горайский основал в селе нефтедобывающее и нефтеперерабатывающее предприятие.
В мае 1915 года возле села состоялось сражение между частями российской и австрийской армий. Об этой битве свидетельствуют сохранившиеся воинские кладбища, располагающиеся в окрестностях села.
В селе проживали лемки. В 1946—1947 годах большинство жителей села были переселены во время операции «Висла» на западные территории Польши.

## Достопримечательности
- Церковь святых Космы и Дамиана
- Воинское кладбище № 81 и Воинское кладбище № 82.

## Источник
- Męcina Wielka, Słownik geograficzny Królestwa Polskiego i innych krajów słowiańskich, Tom VI, 1884.